# Naissance en 912
Naissance
- 908
- 909
- 910
- 911
- 912
- 913
- 914
- 915
- 916

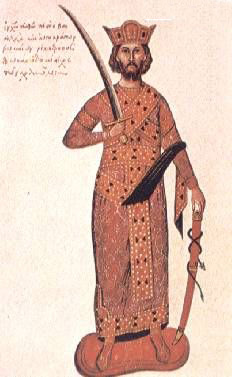
Nicéphore II Phocas né vers 912.

Cette page dresse une liste de personnalités nées au cours de  l'année 912 :
- 15 octobre : Ryōgen, moine de l'école japonaise Tendai, rénovateur et dix-huitième abbé du célèbre temple Enryaku-ji.

- Albéric II de Spolète, gouverneur de Rome, fils de Marozie Ire.
- Otton Ier du Saint-Empire, roi de Germanie, roi d'Italie, puis  empereur romain germanique.
- Hyejong, 2e roi de Goryeo.
- Constantin Lécapène, coempereur byzantin.
- Minamoto no Mitsunaka, samouraï et fonctionnaire de cour de l'époque de Heian de l'histoire du Japon.
- Nakatsukasa, poétesse de waka du milieu de l'époque de Heian.
- Willa III d'Arles (it), reine consort d'Italie.
- Ma Xichong (en), sixième et dernier roi des Chu (en).
- Ibrahim ibn Ya'qub, commerçant et voyageur andalou.

date incertaine (vers 912)
- Nicéphore II Phocas, grand général de l'Empire byzantin de la famille Phocas.

## Crédit d'auteurs
- Cet article est partiellement ou en totalité issu de l'article intitulé « 912 » (voir la liste des auteurs).